# Laguna La Sarca
Laguna La Sarca är en sjö i Bolivia.   Den ligger i departementet Beni, i den norra delen av landet, 700 km norr om huvudstaden Sucre. Laguna La Sarca ligger 134 meter över havet. Arean är 26,0 kvadratkilometer. Den sträcker sig 7,1 kilometer i nord-sydlig riktning, och 11,9 kilometer i öst-västlig riktning.
I omgivningarna runt Laguna La Sarca växer huvudsakligen savannskog. Trakten runt Laguna La Sarca är nära nog obefolkad, med mindre än två invånare per kvadratkilometer.